# Kharitónovo (Buriàtia)
|  | Per a altres significats, vegeu «Kharitónovo». |

Kharitónovo (en rus: Харитоново) és un poble de la República de Buriàtia, a Rússia, segons el cens del 2010 tenia 168 habitants.